# Урепарапара
Урепарапара (англ. Ureparapara) — остров в островной группе Банкс (архипелаг Новые Гебриды) в Тихом океане. Принадлежит Республике Вануату и входит в состав провинции Торба. Альтернативное название острова — Папапара. На острове также находится одноимённый вулкан.

## География
Остров Урепарапара расположен в северной части архипелага Новые Гебриды в островной группе Банкс. Омывается водами Тихого океана и Кораллового моря. Находится недалеко от островов Вануа-Лава, Рова и Ветаоунде. Ближайший материк, Австралия, расположен примерно в 1300 км.
Остров Урепарапара имеет вулканическое происхождение. Высшая точка острова достигает 767 м. Площадь Урепарапара составляет 39,0 км². В восточной части острова расположена бухта длиной 3 км.
Климат на острове влажный тропический. Среднегодовое количество осадков превышает 4000 мм. Урепарапара подвержен частым землетрясениям и циклонам.

## История
Острова Вануату были заселены примерно 2000 лет назад в ходе миграции населения через Соломоновы острова из северо-западной части Тихого океана и Папуа — Новой Гвинеи. Колонизация островов осуществлялась в ходе длительных морских плаваний на больших каноэ, которые могли вместить до 200 человек. С собой путешественники также брали некоторых полезных животных, семена сельскохозяйственных растений, которые впоследствии стали разводиться на новых землях.
В марте 1906 года Урепарапара, как и другие острова Новых Гебрид, стали совместным владением Франции и Британии, то есть архипелаг получил статус англо-французского кондоминиума.
30 июня 1980 года Новые Гебриды получили независимость от Великобритании и Франции, и остров Урепарапара стал территорией Республики Вануату.

## Население
В 2009 году численность населения Урепарапара составляла 437 человек. Главное поселение — Лесереплаг. Основное занятие местных жителей — сельское хозяйство. Коренными языками островитян являются меланезийские языки лехали (150 носителей в 1983 году) и луюп (90 носителей в 1983 году).